# Lijst van vlaggen van Nigeria
Dit is een lijst van vlaggen van Nigeria.

## Nationale vlag (perFIAV-codering)
|          | Civiele vlag | Staatsvlag | Oorlogsvlag |
| -------- | ------------ | ---------- | ----------- |
| Te land  | · ?          | · ?        | · ?         |
| Te water | · ?          | · ?        | · ?         |

## Vlaggen van bestuurders
| Vlag | Periode | Functie                           | Beschrijving                                                                 |
| ---- | ------- | --------------------------------- | ---------------------------------------------------------------------------- |
|      |         | Vlag van de Nigeriaanse president | De nationale vlag met het wapen van Nigeria in het midden van de witte baan. |

## Militaire vlaggen
De oorlogsvlag is reeds in de eerste tabel te vinden.
| Vlag | Periode | Functie                             | Beschrijving |
| ---- | ------- | ----------------------------------- | --- |
|      |         | Vlag van de Nigerian Defence Forces | Horizontale driekleur in de kleuren rood, donkerblauw en lichtblauw.                                                               |
|      |         | Vlag van de Nigeriaanse luchtmacht  | Een lichtblauw veld met de Nigeriaanse vlag in het kanton, en aan de rechterzijde toont het embleem van de Nigeriaanse luchtmacht. |